# بليندا (مغنية)
بليندا بيرگرين, (بالإنجليزية: Belinda Peregrín Schüll)‏, (بالإسبانية: Belinda Peregrín Schüll)‏, (وُلِدت 15 أغسطس 1989) مغنية بوب وممثلة وكاتبة أغاني وعارضة أزياء مكسيكية - إسبانية.

## حياتها
وُلِدت بليندا لِعائلة من أصول إسبانية وفرنسية بمدريد، إسبانيا في 15 أغسطس عام 1989 ولكنها انتقلت للعيش في المكسيك في سن الرابعة. بدأت حياتها المهنية عام 2000 عِندما بلغت سن العاشرة في أول دور لها بمسلسل الأطفال المكسيكي الشهير "¡Amigos X Siempre!".
لاحقاً شاركت في عدة مسلسلات وبرامج غنائية خاصة بالأطفال ساهمت في زيادة شهرتها عالمياً وانطلاق مسيرتها كمُغنية مِثل "Aventuras en el Tiempo" و"Cómplices Al Rescate".
وفي عام 2003 سجلت أول ألبوم لها بعنوان Belinda وقد حقق نجاحاً تجارياً في جميع أنحاء أمريكا اللاتينية وباعت أكثر من 2.5 مليونين ونصف مليون نسخة في جميع أنحاء العالم.
تبعه عدة أغاني فردية احتلت المرتبة الأولى منها أغنية "Ángel" وأغنية "Vivir" وفي عام 2006 نشرت ألبومها الثاني "Utopía" الذي بسببه ترشحت لإثنتين من جوائز غرامي اللاتينية.
ولقد باعت من ألبوماتها حتى الآن أكثر من 12 مليون نسخة في جميع أنحاء العالم  ومع وجود أكثر من مليوني ألبوم بِيْع في الولايات المتحدة لها تُصبح بليندا أكثر مُغنية مكسيكية لها شعبية وشهرة في أمريكا بعد تاليا وباولينا روبيو.
اشتهرت بليندا في العالم العربي بِمسلسل نساء قاتلات في دور آنيت فانديريك إلى جانب ويليام ليفي الذي لعب دور زوجها الكونت فونسي.

## عائلتها
والديها هُما خوسيه بيرگرين وبيليندا شؤول ولديها شقيق أصغر سناً اسمه أغناسيو.
وكان والدها خوسيه يمتلك عدة مصانع في المكسيك لذا انتقلت العائلة للعيش هُناك بشكل دائم عندما كان عمر بليندا 4 سنين.
وجدها من ناحية أُمها هو مصارع الثيران الفرنسي الشهير.

## مسلسلاتها
ظهرت في عدة مسلسلات ولعبت عدة أدوار مُختلِفة أثناء مسيرتها الفنية مِنها:
- 2000 ¡Amigos X Siempre! بدور آنا فيدال.
- 2001 Aventuras en el tiempo بدور فيوليتا فلوريس.
- 2002 Cómplices al rescate بدور ماريانا كانتو / سيلفانا ديل فالي.
- 2004 Corazones al límite بدور إيلينا غوميز.
- 2009 Camaleones بدور فالنتينا ايزاغوري.

### أدوار أُخرى
- 2007 Patito Feo.
- 2010 نساء قاتلات 3 بدور آنيت فانديريك.
- 2011 Belinda, Un Reality Sobre Mi Vida .
- 2013 El Factor X.

## أفلامها
- 2006 The Cheetah Girls 2.
- 2007 Barbie as the Island Princess.
- 2008 Despereaux: Un Pequeño Gran Héroe.
- 2012 Las aventuras de Tadeo Jones.
- 2014 Ra.Uno.

## ألبوماتها
- Belinda (2003).
- Utopía (2006).
- Carpe Diem (2010).
- (2013) Catarsis.

## وصلات خارجية
- بليندا على موقع IMDb (الإنجليزية)
- بليندا على موقع ميوزك برينز (الإنجليزية)
- بليندا على موقع أول ميوزيك (الإنجليزية)
- بليندا على موقع ديسكوغز (الإنجليزية)
- بليندا على موقع قاعدة بيانات الفيلم (الإنجليزية)
- بليندا في قاعدة بيانات الأفلام على الإنترنت.
- بليندا - السيرة الذاتية.
- بليندا على تويتر.